# Armoiries des îles Turques-et-Caïques
Le blason des îles Turques-et-Caïques fut adopté en 1965. Il est composé d'un champ d'or dans lequel figurent : une Conque, une langouste et un cactus melocactus intortus. Deux Flamants soutiennent le blason. Le tout est surmonté d'un heaume d'or et d'azur, lui-même surmonté d'une chimère en forme de pélican situé entre deux plantes de sisal qui représentent l'industrie de la corde du territoire.